# Coccinia grandis

La calabaza hiedra, tindola  o kowai  (Coccinia grandis),  es una planta trepadora tropical. Es muy popular en la India en el estado de Bengala Oriental, donde se la denomina Kunduri en bengalí,  siendo un ingrediente de platillos populares tales como el kunduri posto. En el sureste de Asia, se la cultiva por sus brotes y frutos comestibles. Los frutos verdes se usan en la preparación de sopas y curris. Los frutos maduros se consumen crudos o cocidos junto con otros vegetales; las hojas nuevas o brotes se consumen blanqueados, hervidos, fritos o en sopas.

## Distribución geográfica

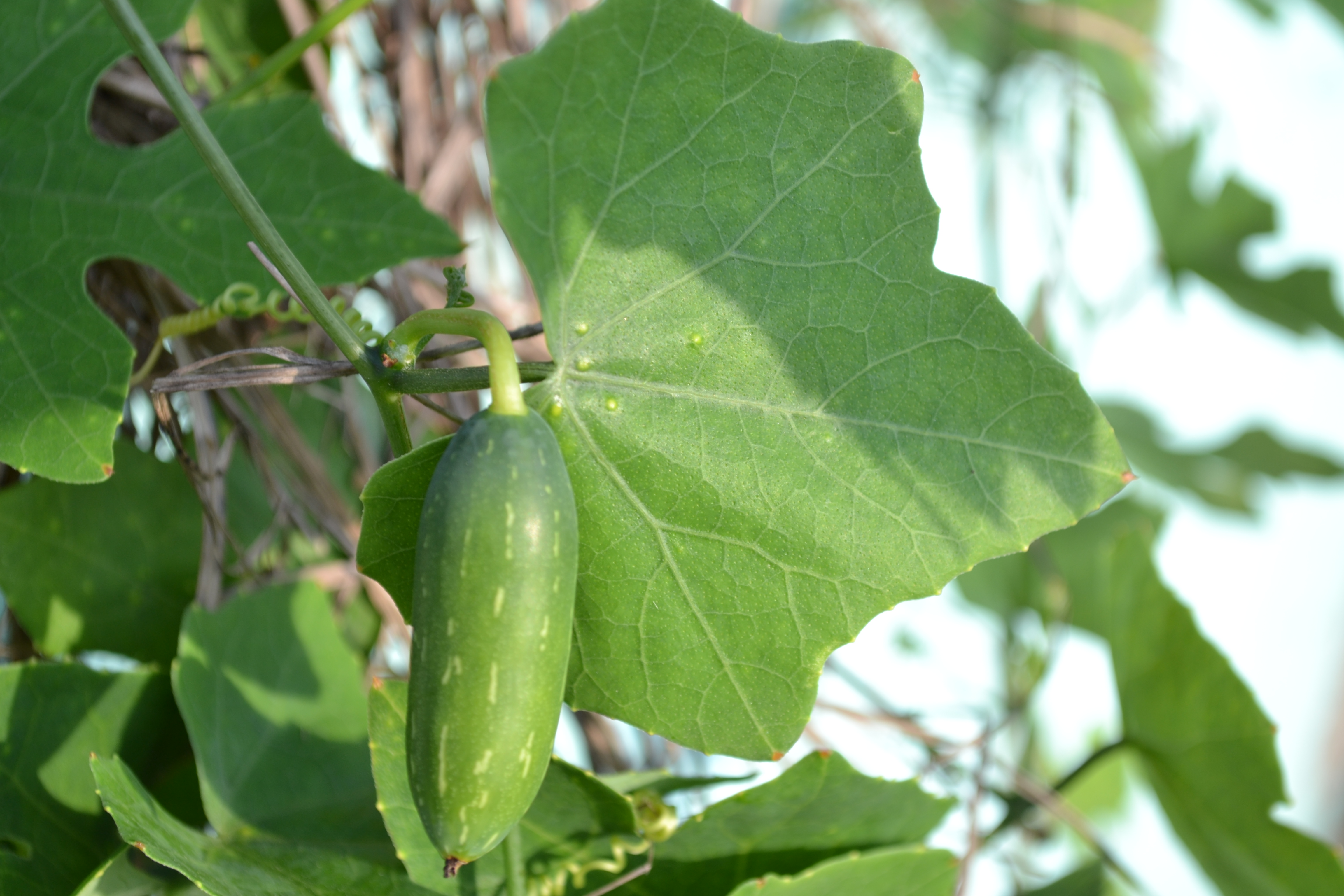
Fruto joven de calabaza hiedra

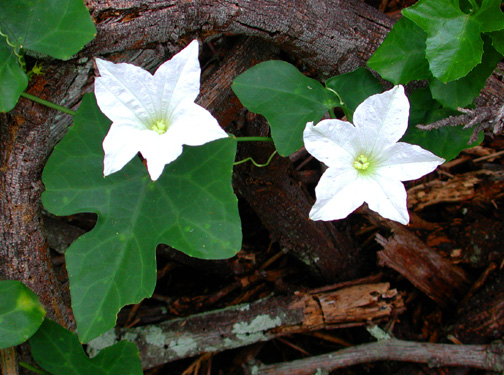
Flores y hojas.

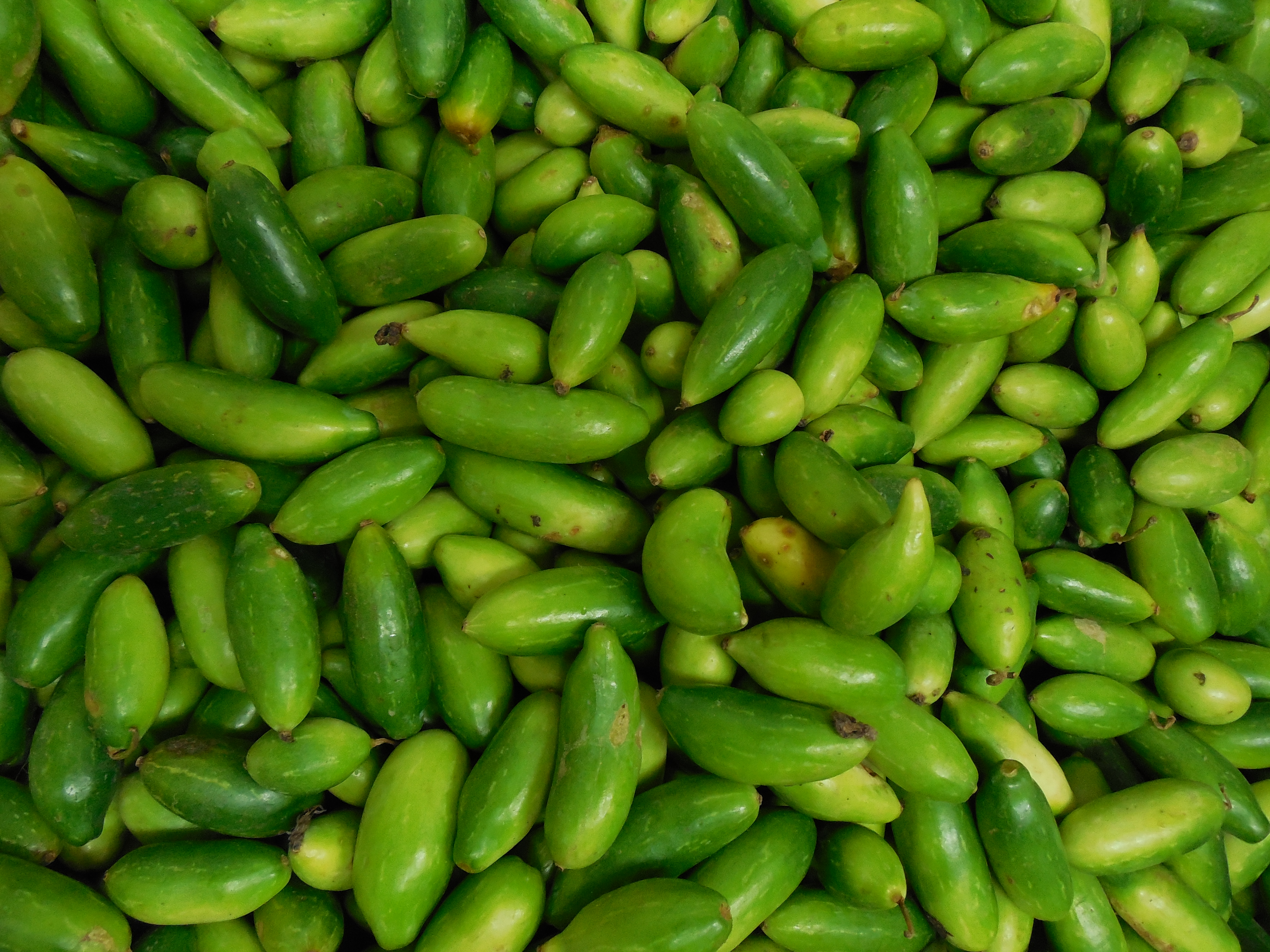
Frutos inmaduros listos para su consumo en India

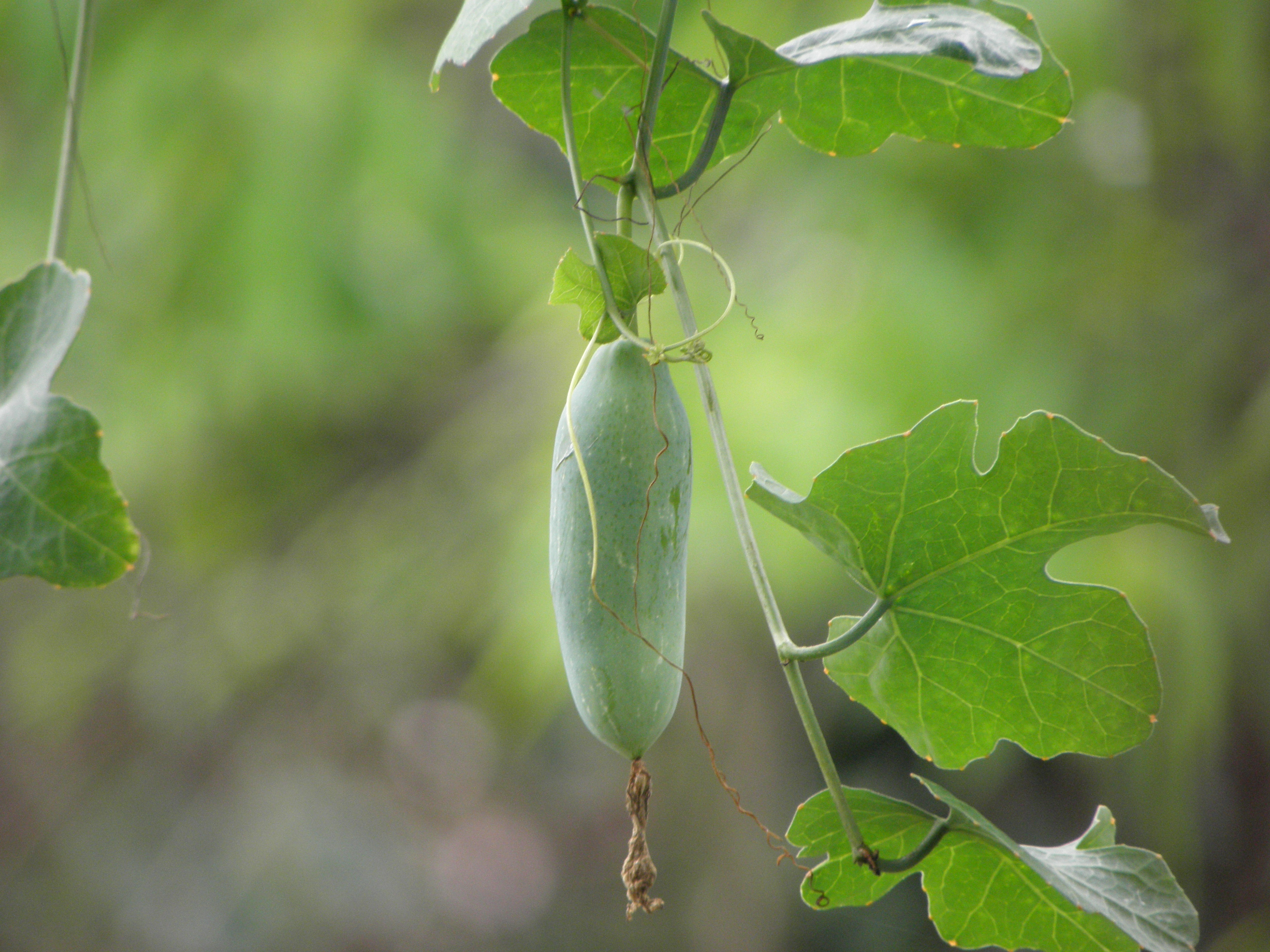
Calabaza hiedra en Thrissur, Kerala, India

La zona donde crece naturalmente comprende desde África hasta Asia, incluidas India, las Filipinas, Camboya, China, Indonesia, Malasia, Birmania, Tailandia, Vietnam, el este de Papúa Nueva Guinea, y los Territorios del Norte, Australia. Se la ha introducido en los Estados Federados de Micronesia, Fiji, Guam, Saipán, Hawái, las islas Marshall, Samoa, Tonga, y Vanuatu.

## Descripción
Esta planta es una trepadora perenne con zarcillos simples y hojas glabrosas. Las hojas tienen 5 lóbulos y miden 6,5 a 8,5 cm de largo y unos 7 a 8 cm de ancho. Las flores femeninas y masculinas emergen en las axilas en el pecíolo, y tienen 3 estambres. Los frutos miden de 5 a 6 cm de largo.

## Uso en medicina popular
En la medicina tradicional, los frutos suelen ser utilizados para tratar lepra, fiebre, asma, bronquitis e ictericia. El fruto posee potencial para estabilizar los mastocitos, como antianafiláctico, y antihestamínico. En Bangladés, se utilizan las raíces para tratar la osteoartritis y dolores en las articulaciones. Una pasta preparada con las hojas se usa como ungüento sobre la piel para tratar la sarna.
Los extractos de la calabaza hiedra se comercializan por internet y en las tiendas de productos para la salud. Se sostiene que estos productos permiten regular los niveles de azúcar en la sangre. Algunas investigaciones parecen confirmar que algunos compuestos de esta planta inhiben la glucosa-6-fosfatasa. La glucosa-6-fosfatasa es una de las principales enzimas del hígado que regulan el metabolismo del azúcar. Por lo tanto, la calabaza hiedra es recomendada a pacientes con diabetes. Si bien estas aseveraciones no han podido ser plenamente demostradas, algunas investigaciones sobre las propiedades medicinales de esta planta se concentran en estudiar su uso como antioxidante, agente antihipoglicemia, modulador del sistema inmune, etc. En algunos países de Asia como por ejemplo Tailandia, se preparan tónicos medicinales tradicionales a base de esta planta.

## Recetas
Un sinnúmero de recetas de todo el mundo incluyen al rashmato, el fruto, como ingrediente principal. Son más sabrosos cocidos, y a menudo se lo compara con un melón amargo. El fruto es muy popular en la gastronomía de la India. Los pueblos de Indonesia y otros países del sudeste asiático también consumen los frutos y hojas. En la gastronomía de Tailandia, es uno de los ingredientes de una sopa muy popular denominada kaeng jued tum lueng y de algunos curris tales como el curry kaeng khae y el curry kaeng lieng. Se ha alentado el cultivo de rashmati en los jardines familiares en Tailandia por ser una fuente de varios micronutrientes, incluidas las vitaminas A y C.
En la India, se la consume en curry, friendo el fruto con especies, rellenándolo con masala y salteándolo, o hirviéndolo en una olla a presión para luego freírlo. También se lo usa en la preparación del sambar, una sopa a base de verduras y lentejas.

## Nutrición
La calabaza hiedra posee abundante beta-caroteno.